# کروگولچا موکرا
کروگولچا موکرا (به لهستانی:  Krogulcza Mokra) یک روستا در لهستان است که در گمینا اورونگسکو واقع شده‌است.